# Saint-Rambert-en-Bugey
Saint-Rambert-en-Bugey är en kommun i departementet Ain i regionen Auvergne-Rhône-Alpes i östra Frankrike. Kommunen ligger  i kantonen Saint-Rambert-en-Bugey som ligger i arrondissementet Belley. Kommunens areal är 28,55 km². År 2022 hade Saint-Rambert-en-Bugey 2 179 invånare.

## Befolkningsutveckling
Antalet invånare i kommunen Saint-Rambert-en-Bugey
Referens: INSEE